# Смољанци
Смољанци (хрв. Smoljanci, итал. Smogliani) су насељено место у општини Светвинченат, Истарска жупанија, Хрватска.

## Историја
До територијалне реорганизације у Хрватској били су у саставу старе општине Пула.

## Становништво
У попису становништва из 2011. године, Смољанци су имали 189 становника.
| Број становника према пописима | Број становника према пописима | Број становника према пописима | Број становника према пописима | Број становника према пописима | Број становника према пописима | Број становника према пописима | Број становника према пописима | Број становника према пописима | Број становника према пописима | Број становника према пописима | Број становника према пописима | Број становника према пописима | Број становника према пописима | Број становника према пописима | Број становника према пописима |
| ------------------------------ | ------------------------------ | ------------------------------ | ------------------------------ | ------------------------------ | ------------------------------ | ------------------------------ | ------------------------------ | ------------------------------ | ------------------------------ | ------------------------------ | ------------------------------ | ------------------------------ | ------------------------------ | ------------------------------ | ------------------------------ |
| 1857                           | 1869                           | 1880                           | 1890                           | 1900                           | 1910                           | 1921                           | 1931                           | 1948                           | 1953                           | 1961                           | 1971                           | 1981                           | 1991                           | 2001                           | 2011                           |
| 450                            | 554                            | 310                            | 263                            | 298                            | 327                            | 696                            | 680                            | 266                            | 252                            | 267                            | 215                            | 185                            | 177                            | 188                            | 189                            |

Напомена: Године 1857, 1869, 1921. и 1931. садржи податке за насеља Рапоњи и Саламбати и део података за насеље Крањчићи.

### Попис1991.
У попису становништва из 1991. године, Смољанци су имали 177 становника, следећег националног састава:
| Попис 1991.‍           | Попис 1991.‍           | Попис 1991.‍ | Попис 1991.‍ | Попис 1991.‍ |
| --------------------- | --------------------- | ----------- | ----------- | ----------- |
|                       |                       |             |             |             |
| Хрвати                | Хрвати                |             | 146         | 82,48%      |
| Југословени           | Југословени           |             | 4           | 2,25%       |
| Словенци              | Словенци              |             | 1           | 0,56%       |
| Срби                  | Срби                  |             | 1           | 0,56%       |
| неопредељени          | неопредељени          |             | 1           | 0,56%       |
| регионално опредељени | регионално опредељени |             | 23          | 12,99%      |
| непознато             | непознато             |             | 1           | 0,56%       |
| укупно: 177           |                       |             |             |             |